# Usal
Usal ist im Alten Testament der sechstälteste Sohn Joktans und Nachkomme Noachs. Darüber hinaus ist Usal eine Ortsbezeichnung in Ez 27,19 .

## Name
Der Name lautet hebräisch אוּזָל ’ûzāl. In Ez 27,19  steht מְאוּזָּל mə’ûzzāl „Gesponnenes“, es wird aber vorgeschlagen, stattdessen מֵאוּזָל me’ûzāl „aus Usal“ zu lesen. Die Septuaginta gibt den Personennamen als αιζηλ aizēl, den Ortsnamen als ασηλ asēl wieder.

## Biblischer Bericht
Usal ist nach der Völkertafel Gen 10,27  und nach 1 Chr 1,21  der sechstälteste Sohn Joktans. Seine Brüder heißen Almodad, Schelef, Hazarmawet, Jerach, Hadoram, Dikla, Obal, Abimaël, Scheba, Ofir, Hawila und Jobab. Sie siedelten von Mescha über Sefar bis zum Ostgebirge. Der Abschnitt Gen 10,25–29 , in dem Usal und seine Brüder erwähnt werden, gehört nicht der Priesterschrift an.